# Clepsydrops
A Clepsydrops a fosszilis emlősszerűek (Synapsida) osztályának a Pelycosauria rendjébe, ezen belül az Ophiacodontidae családjába tartozó nem.

## Tudnivalók
A Clepsydrops a magzatburkosok késő karboni képviselője. Az állat rokonságban állt az Archaeothyrisszel és egyéb emlősszerűekkel, a mai emlősök őseivel. Mint korának legtöbb kezdetleges magzatburkosa, az állat rovarokkal és egyéb kisebb állatokkal táplálkozott. Az őseitől eltérően a Clepsydrops a szárazra rakta tojásait és nem a vízbe. Állkapcsának felépítése fejlettebb volt, mint a Paleothyrisé és a Hylonomusé.

## Rendszerezés
A nembe az alábbi 4-5 faj tartozik:
- Clepsydrops collettii típusfaj - szinonimák: Archaeobelus vellicatus, Clepsydrops pedunculatus
- Clepsydrops limbatus
- Clepsydrops magnus
- Clepsydrops vinslovii - szinonimája: Captorhinus illinoisensis
- ?Clepsydrops natalis

### Fordítás
- Ez a szócikk részben vagy egészben a Clepsydrops című en Wikipédia-szócikk fordításán alapul.  Az eredeti cikk szerkesztőit annak laptörténete sorolja fel. Ez a jelzés csupán a megfogalmazás eredetét és a szerzői jogokat jelzi, nem szolgál a cikkben szereplő információk forrásmegjelöléseként.